# Passer insularis
Passer insularis е вид птица от семейство Врабчови (Passeridae).

## Разпространение
Видът е разпространен в Йемен.